# Je t'aime (album)
Pour les articles homonymes, voir Je t'aime.
Albums de Serge Lama
Portraits de femmes En concert
Je t'aime est un album studio de Serge Lama sorti chez Pathé-Marconi en 1987.

## Titres
L'ensemble des textes est de Serge Lama (sauf indications et/ou précisions supplémentaires).
| No  | Titre                                                      | Musique           | Durée |
| --- | ---------------------------------------------------------- | ----------------- | ----- |
| 1.  | Je t'aime                                                  | Yves Gilbert      | 3:13  |
| 2.  | Les Marie-France                                           | Tony Stefanidis   | 3:38  |
| 3.  | Gamine bonbon                                              | Tony Stefanidis   | 3:34  |
| 4.  | Boomerang                                                  | Jean-Claude Petit | 3:41  |
| 5.  | Tu seras un homme                                          | Mat Camison       | 3:56  |
| 6.  | Esmeralda                                                  | Jean-Claude Petit | 3:47  |
| 7.  | La mode papa                                               | Tony Stefanidis   | 3:28  |
| 8.  | J'm'ennuie                                                 | Yves Gilbert      | 2:43  |
| 9.  | Fou d'une sa.... (Salome)                                  | Jean Schultheis   | 4:00  |
| 10. | On devient un émigrant (avec la voix de Tony Stefanidis)   | Tony Stefanidis   | 3:58  |
| 11. | La nostalgie des harems (avec la voix de Laurence Cartier) | Yves Gilbert      | 2:59  |